# 藤澤奨
藤澤 奨（ふじさわ しょう、5月11日 - ）は、日本の男性声優。岩手県出身。青二プロダクション所属。

## 略歴
学生時代に初めて声優のステージイベントに足を運んだことがきっかけで声優を目指した。それまでは漠然と憧れを抱いていたものの、「自分もプレイヤーとしてあの舞台に立ちたい」と思い、声優になると決めた。

## 人物
趣味は料理、温泉巡り、読書。特技はサッカー、フットサル、歌唱。
憧れの声優に古川登志夫を挙げている。

## 出演
太字はメインキャラクター。

### テレビアニメ
2021年
- ちびまる子ちゃん（2021年 - 2024年、青年、男子B、大学生）
- テスラノート（スリ男）

2022年
- 失格紋の最強賢者（第一学園生徒B、男子生徒D）
- シャドウバースF（男子生徒）
- 恋は世界征服のあとで（月光兵）
- RPG不動産（亜人）
- 東京ミュウミュウ にゅ〜♡（2022年 - 2023年、ネット民、エイリアン） - 2シリーズ
- ONE PIECE（2022年 - 2025年、海賊、ウェイターズ、ギフターズ、侍 他）
- 勇者パーティーを追放されたビーストテイマー、最強種の猫耳少女と出会う（冒険者F、冒険者B、私兵、冒険者E、街人B）
- ブルーロック（2022年 - 2024年、多田友也、波風高校A、チームX 6番、チームY 11番、観客A 他） - 2シリーズ
- 虫かぶり姫（護衛）
- 機動戦士ガンダム 水星の魔女（生徒）

2023年
- とんでもスキルで異世界放浪メシ（入国係、冒険者B、盗賊B、冒険者）
- テクノロイド オーバーマインド（ロボット排斥派）
- 神無き世界のカミサマ活動（ロイ）
- MIX MEISEI STORY 2ND SEASON 〜二度目の夏、空の向こうへ〜（井上）
- 逃走中 グレートミッション（警官）
- ひきこまり吸血姫の悶々（隊員A）
- 帰還者の魔法は特別です（魔塔職員）
- ゴブリンスレイヤーII（ゴブリン）

2024年
- 愚かな天使は悪魔と踊る（男生徒2、男子生徒1）
- 弱キャラ友崎くん 2nd STAGE（翔）
- 休日のわるものさん（組織員D）
- 佐々木とピーちゃん（局員）
- 夜桜さんちの大作戦（田中、現場管理、ケンケン、男子生徒A、赤・青・黄）
- WIND BREAKER
- 喧嘩独学（若い男性）
- 怪異と乙女と神隠し（よるむんのファン）
- キミと僕の最後の戦場、あるいは世界が始まる聖戦 Season II（2024年 - 2025年、ワーヴィック）
- カードファイト!! ヴァンガード Divinez（インストラクター）
- アオのハコ（2024年 - 2025年、部員）
- 2.5次元の誘惑（アシスタントA）
- 魔王2099（男子生徒A）

2025年
- 君のことが大大大大大好きな100人の彼女（参加者D）
- 俺だけレベルアップな件 Season 2 -Arise from the Shadow-（スカウトマン）
- キン肉マン 完璧超人始祖編（観客）
- ロックは淑女の嗜みでして（男）
- カッコウの許嫁 Season2（観客達、男子生徒、黒服男）

### 劇場アニメ
- 劇場版ブルーロック -EPISODE 凪-

### ゲーム
2020年
- 魔女の泉3 Re:Fine（シューベト中級勇士、村人）

2021年
- カウンターサイド（奈由香湊）
- 戦国無双5
- タロット男子 〜22人の見習い占い師〜（ソレイユ・ネブラマクラ）
- FUSHO-浮生-（易索、他）

2022年
- 地球防衛軍6

### 朗読劇
- 「朗読劇 タチヨミ」最終巻（2025年6月11日 - 15日、本多劇場）[49]

### ラジオドラマ
- 青春アドベンチャー（NHK-FM）
  - 『リフレイン -私とおじいちゃんの捜査ノート-』（2025年6月9日 - 13日）[50] - 田所刑事、バスケ部の中野 役

### シリーズ一覧
1. ↑  第1期（2022年）、第2期（2023年）
2. ↑  第1期（2022年 - 2023年）、第2期『VS. U-20 JAPAN』（2024年）